# Jelena Glebova
Jelena Glebova (* 16. Juni 1989 in Tallinn, Estnische SSR, Sowjetunion) ist eine estnische Eiskunstläuferin. Sie ist mehrfache Landesmeisterin.
Bis zur Saison 2010/11 wurde Glebova von der ehemaligen sowjetischen Eiskunstläuferin Anna Levandi (als Aktive bekannt unter ihrem Geburtsnamen Kondraschowa) trainiert und startete für den Klub Anna Levandi FSC. Seit der Saison 2011/12 trainiert sie im US-amerikanischen Hackensack unter Igor Krokavec und Craig Maurizi. Ihr älterer Bruder Ilja Glebov ist ebenfalls Eiskunstläufer. Er ist mehrfacher estnischer Meister im Paarlauf.

## Karriere
2003 startete Glebova erstmals bei den estnischen Meisterschaften und belegte den dritten Rang. 2004 wurde sie estnische Meisterin und begann an internationalen Wettkämpfen teilzunehmen. Bei den Juniorenweltmeisterschaften belegt sie den 27. Rang. 2005 konnten sie erstmals mit Platz 8 beim Junioren Grand Prix in Long Beach unter die ersten Zehn eines internationalen Wettbewerbs vorstoßen. Sie gewann wiederum die estnischen Meisterschaften und startete bei den Europameisterschaften und Weltmeisterschaften der Senioren.
2006 nahm Glebova an den Olympischen Winterspielen in Turin teil. Sie erreichte dort den 26. Rang. Bei den Europameisterschaften konnte sie sich von Rang 25 im Vorjahr auf Rang 15 verbessern. 2007 feierte sie mit dem dritten Platz hinter ihrer Landsfrau Svetlana Issakova beim Junioren Grand Prix in Liberec ihre erste Podiumsplatzierung bei einem internationalen Wettkampf. Bei den Juniorenweltmeisterschaften belegte sie den sechsten Platz. Bei den Weltmeisterschaften der Senioren konnte Glebova sich im Vergleich zu 2005 um 15 Plätze verbessern und belegte den 18 Rang. Bei den Europameisterschaften wurde sie 12.
In der Saison 2008 startete Glebova erstmals beim Grand Prix im Seniorenbereich. Bei der Nebelhorn Trophy konnte sie den sechsten Platz erkämpfen. Im Dezember 2007 erlitt Glebova eine Verletzung des Kniegelenks und musste eine sechswöchige Trainingspause einlegen, wodurch sie nicht an den nationalen Meisterschaften und den Europameisterschaften teilnehmen konnte. Erst fünf Wochen vor den Juniorenweltmeisterschaften begann Glebova wieder mit dem Training auf dem Eis. Nach einem guten Kurzprogramm mit Platz fünf machte sich während der Kür der Trainingsrückstand bemerkbar und Glebova fiel auf den elften Platz zurück. Anschließend startete sie auch bei den Weltmeisterschaften der Senioren. Nach einem 20. Platz im Kurzprogramm, verbesserte sich Glebova, einzige Athletin neben Yukari Nakano die fehlerfrei durch die Kür kam, durch die zehntbeste Kür aller Starterinnen auf den 15. Gesamtrang. Auch bei den Eiskunstlauf-Europameisterschaften 2009 in Helsinki gelang Glebova ein gutes Kürprogramm. So verbesserte sie sich mit der neuntbesten Kür vom 13. auf den zwölften Platz. Diese Leistung konnte sie jedoch bei den Eiskunstlauf-Weltmeisterschaften 2009 nicht wiederholen und fiel nach einigen Fehlern vom 13. Platz nach dem Kurzprogramm auf den 16. Platz zurück. Glebova nahm 2009 auch an der Winter-Universiade in Harbin teil, wo sie als Vierte knapp eine Medaille verpasste. Ihr bisher bestes Karriereresultat bei einer internationalen Meisterschaft gelang Glebova bei den Eiskunstlauf-Europameisterschaften 2010 im heimischen Tallinn, wo sie sich trotz eines Sturzes beim dreifachen Rittberger in der Kür vom 13. Platz auf den zehnten Platz verbessern konnte. Bei den Olympischen Winterspielen 2010 in Vancouver sowie den Weltmeisterschaften dieser Saison enttäuschte sie mit jeweils dem 21. Rang. Zu Beginn der Saison 2010/2011 belegte sie nur den dritten Platz bei der Estnischen Meisterschaft hinter Gerli Liinamäe und Svetlana Issakova. Dennoch startete sie bei den Eiskunstlauf-Weltmeisterschaften 2011 in Moskau, wo sie mit einem 22. Platz erneut enttäuschte. Nach ihrem Wechsel in die USA konnte sie wieder an ihre guten Leistungen anknüpfen. Bei den Eiskunstlauf-Europameisterschaften 2012 in Sheffield belegte sie den elften Platz. Bei den Eiskunstlauf-Weltmeisterschaften 2012 in Nizza erreichte sie mit der zehnt besten Kür und dem 13. Gesamtrang ihr bisher bestes Karriereresultat in einer Eiskunstlauf-Weltmeisterschaft.

## Erfolge und Ergebnisse

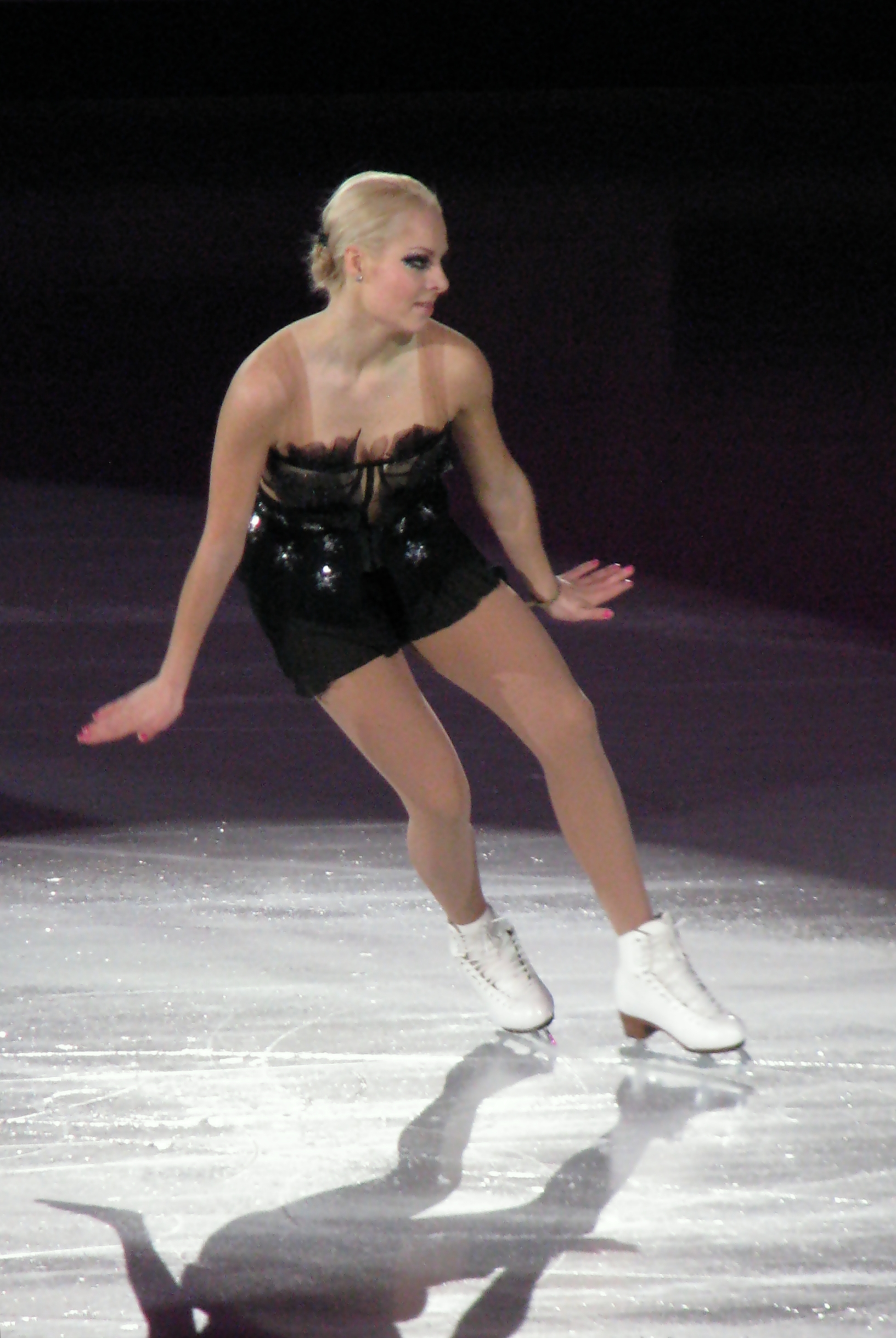
Jelena Glebova bei der Europameisterschaft 2010

| Wettbewerb/Saison            | 2002/03 | 2003/04 | 2004/05 | 2005/06 | 2006/07 | 2007/08 | 2008/09 | 2009/10 | 2010/11 | 2011/12 | 2012/13 |
| ---------------------------- | ------- | ------- | ------- | ------- | ------- | ------- | ------- | ------- | ------- | ------- | ------- |
| Olympische Winterspiele      |         |         |         | 28      |         |         |         | 21      |         | -       |         |
| Weltmeisterschaften          | –       | –       | 33      | –       | 18      | 15      | 16      | 21      | 22      | 13      |         |
| Europameisterschaften        | –       | –       | 25      | 15      | 12      | –       | 12      | 10      | -       | 11      |         |
| Junioren-Weltmeisterschaften | –       | 27      | 20      | 11      | 6       | 11      | –       | –       | -       | -       |         |
| Estnische Meisterschaften    | 3       | 1       | 1       | 2       | 1       | –       | 1       | 1       | 3       | 1       |         |
| Skate America                | –       | –       | –       | –       | –       | -       | -       | 5       | -       | -       |         |
| Skate Canada                 | –       | –       | –       | –       | –       | 8       | 11      | –       | -       | -       |         |
| Trophée Eric Bompard         | –       | –       | –       | –       | –       | 6       | –       | –       | -       | -       | 7       |
| Cup of Russia                | –       | –       | –       | –       | –       | –       | 6       | –       | 10      | -       |         |
| Finlandia Trophy             | –       | –       | –       | –       | 5       | –       | –       | –       | 6       | 2       |         |
| Nebelhorn Trophy             | –       | –       | 12      | –       | –       | 6       | 4       | 9       | -       | -       |         |
| Karl Schäfer Memorial        | –       | –       | –       | 5       | –       | –       | 2       | –       | -       | -       |         |
| Universiade                  | –       | –       | –       | -       | –       | –       | 4       | –       | -       | 7       |         |